# Stop drukarski
Stop drukarski – stop ołowiu z cyną i antymonem stosowany w różnych proporcjach składników do odlewania czcionek i innych elementów składu zecerskiego. Można wyróżnić następujące stopy:
- stop czcionkowy – do odlewania czcionek do składania ręcznego;
- stop justunkowy – do odlewania wszystkich rodzajów justunku;
- stop linomonotypowy, zwany stopem uniwersalnym – stosowany zarówno do odlewania składu wierszowego w składarkach wierszowych (linotypowych), jak i składu czcionkowego w odlewarkach monotypowych;
- stop monotypowy – do odlewania składu czcionkowego, jak i dolewek, linii, ornamentów, tytułów oraz pism dużych stopni.

| stop                 | Antymon (Sb) % | Cyna (Sn) % | Ołów (Pb) % | Dopuszczalne zanieczyszczenia ogółem (Cu, Ni, Al, Zn, Fe) % | Temperatura topnienia °C | Twardość Brinella HB |
| -------------------- | -------------- | ----------- | ----------- | ----------------------------------------------------------- | ------------------------ | -------------------- |
| justunkowy           | 12,0–18,0      | 1,8–2,8     | reszta      | 0,35–0,40                                                   | 250–300                  | 16–19                |
| linomonotypowy       | 12,0–13,0      | 5,0–6,0     | reszta      | 0,35                                                        | 245–255                  | 21–22                |
| monotypowy           | 14,5–15,5      | 5,5–6,5     | reszta      | 0,35                                                        | 255–265                  | 25–26                |
| czcionkowy           | 19,5–26,0      | 6,5–7,5     | reszta      | 0,45                                                        | 300–340                  | 27–32                |
| według PN-78/H-87202 |                |             |             |                                                             |                          |                      |

Stop drukarski służył do produkowania przeważającej większości elementów składu zecerskiego, jedynie czcionki w dużych stopniach pisma (tzw. czcionki afiszowe) wykonywano z twardych gatunków drewna, a później także z tworzywa sztucznego, natomiast linie (szczególnie te cienkie), jako elementy wąskie i długie, a przez to niewytrzymałe mechanicznie, wykonywano z mosiądzu.